# Hullám (Courbet-kép, Edinburgh)
A Hullám Gustave Courbet festménye, amely az edinburgh-i Scottish National Gallery gyűjteményének része.

## Keletkezése
Courbet-t lenyűgözte a tenger ereje, számos alkalommal választotta témájának a nagy vízfelületeket. 1869 nyarát a normandiai tengerparton, Étretat-ban töltötte, és több képet is festett a part közelében megtörő hullámokról. A skót szépművészeti múzeumban látható vászon kicsi méretei (46 × 55 centiméter) ellenére is visszaadja a hullámzó tenger és a viharos égbolt hatalmas tömegét és végtelen tágasságát.
Courbet erőteljes ecsetvonásokkal és kenőkéssel vitte fel a vastag festékrétegeket, kihangsúlyozva ezzel is a hullám erőteljes mozgását. Az egyetlen nagy hullám motívuma gyakran elfordult a színes japán nyomatokon, amelyek nagy hatást gyakoroltak a festőre, és széles körben elérhetők voltak az 1860-as évek Párizsában.